# Polyplax caluri
Polyplax caluri är en insektsart som beskrevs av Johnson 1960. Polyplax caluri ingår i släktet Polyplax och familjen ledlöss. Inga underarter finns listade i Catalogue of Life.